# Лардираго
Лардираго (итал. Lardirago) — коммуна в Италии, располагается в регионе Ломбардия, в провинции Павия.
Население составляет 1248 человек (2008 г.), плотность населения составляет 250 чел./км². Занимает площадь 5 км². Почтовый индекс — 27016. Телефонный код — 0382.
Покровителем коммуны почитается святой Себастьян, празднование 20 января.

## Демография
Динамика населения:

## Города-побратимы
- Рибейра-Гранде, Кабо-Верде

## Администрация коммуны
- Официальный сайт: http://www.comune.lardirago.pv.it/